# آتلانت-سایوز ایرلاینز
آتلانت-سایوز ایرلاینز (روسی: Авиакомпания Атлант-Союз) شرکت هواپیمایی روس است، که در سال ۱۹۹۳ تأسیس شد.